# Polona Klemenčič
Polona Klemenčič (ur. 16 kwietnia 1997) – słoweńska biathlonistka, olimpijka z Pekinu 2022.

## Osiągnięcia

### Zimowe igrzyska olimpijskie
| Rok  | Miejscowość | Konkurencje | Konkurencje | Konkurencje | Konkurencje | Konkurencje | Konkurencje | Konkurencje |
| Rok  | Miejscowość | IN          | SP          | PU          | MS          | RL          | MR          | SR          |
| ---- | ----------- | ----------- | ----------- | ----------- | ----------- | ----------- | ----------- | ----------- |
| 2022 | Pekin       | 29.         | 59.         | 51.         | –           | –           | 20.         | nd.         |

### Mistrzostwa świata
| Rok  | Miejscowość          | Konkurencje | Konkurencje | Konkurencje | Konkurencje | Konkurencje | Konkurencje | Konkurencje |
| Rok  | Miejscowość          | IN          | SP          | PU          | MS          | RL          | MR          | SR          |
| ---- | -------------------- | ----------- | ----------- | ----------- | ----------- | ----------- | ----------- | ----------- |
| 2017 | Hochfilzen           | –           | –           | –           | –           | 17.         | –           | nd.         |
| 2019 | Östersund            | 81.         | 77.         | –           | –           | 23.         | 25.         | 26.         |
| 2020 | Anterselva           | 91.         | –           | –           | –           | 19.         | –           | –           |
| 2021 | Pokljuka             | 84.         | 76.         | –           | –           | 19.         | 16.         | 13.         |
| 2023 | Oberhof              | 46.         | 8.          | 22.         | 19.         | 12.         | 12.         | 7.          |
| 2024 | Nové Město na Moravě | 45.         | 44.         | 48.         | –           | 13.         | 9.          | 18.         |
| 2025 | Lenzerheide          | 17.         | 30.         | 37.         | 25.         | 8.          | –           | –           |

### Mistrzostwa świata juniorów
| Rok  | Miejscowość | Konkurencje | Konkurencje | Konkurencje | Konkurencje | Konkurencje | Konkurencje | Konkurencje |
| Rok  | Miejscowość | IN          | SP          | PU          | MS          | RL          | MR          | SR          |
| ---- | ----------- | ----------- | ----------- | ----------- | ----------- | ----------- | ----------- | ----------- |
| 2017 | Osrblie     | 60.         | 22.         | 31.         | nd.         | 7.          | nd.         | nd.         |
| 2018 | Otepää      | 46.         | 41.         | 23.         | nd.         | 12.         | nd.         | nd.         |
| 2019 | Osrblie     | 27.         | –           | –           | nd.         | 7.          | nd.         | nd.         |

### Puchar Świata

#### Miejsca w klasyfikacji generalnej
| Sezon     | Miejsce           |
| --------- | ----------------- |
| 2017/2018 | niesklasyfikowana |
| 2018/2019 | niesklasyfikowana |
| 2019/2020 | niesklasyfikowana |
| 2020/2021 | 84.               |
| 2021/2022 | 99.               |
| 2022/2023 | 28.               |
| 2023/2024 | 63.               |
| 2024/2025 | 55.               |